# Moleiro (futbolista nacido en 1915)
José Morales Berriguete, más conocido como Moleiro (Carabanchel, Madrid, 30 de marzo de 1915-Santa Pola, Alicante, 16 de junio de 1999) fue un jugador de fútbol profesional español que jugó en la demarcación de centrocampista.

## Biografía
Debutó en 1930 a la edad de 15 años con el Gimnástica de Carabanchel, aunque posteriormente en el mismo año acabó fichando por el RCD Carabanchel, equipo en el que permaneció durante cinco temporadas. Tras acabar su contrato, fichó para siete temporadas con el AD Ferroviaria. En 1942 fue traspasado al Real Madrid CF, jugando un total de 100 partidos y marcando 10 goles para el club madrileño en un total de seis temporadas. Ya en 1948 fue descendido al equipo filial del club, al AD Plus Ultra, donde se retiró en 1952.
Además fue convocado con la selección de fútbol de España para disputar un partido amistoso contra la selección de fútbol de Portugal el 11 de marzo de 1945 en Lisboa con un resultado final de 2-2.

## Clubes
| Club                      | País   | Año       | Partidos | Goles |
| ------------------------- | ------ | --------- | -------- | ----- |
| Gimnástica de Carabanchel | España | 1930      |          |       |
| RCD Carabanchel           | España | 1930-1935 |          |       |
| AD Ferroviaria            | España | 1935-1942 | 27       | 18    |
| Real Madrid CF            | España | 1942-1848 | 74       | 5     |
| AD Plus Ultra             | España | 1948-1952 | 4        | 1     |